# Довсун
Довсун — посёлок в Арзгирском районе (муниципальном округе) Ставропольского края России.

## Варианты названия
- Отделение № 2 свх. «Арзгирский»[4]

## География
Расстояние до краевого центра: 203 км.
Расстояние до районного центра: 30 км.

## История
На 1 марта 1966 года входил в состав Садовского сельсовета с центром в селе Садовом:8.
В 1972 году Указом Президиума ВС РСФСР посёлок отделения № 2 совхоза «Арзгирский» переименован в Довсун.
На 1 января 1983 года посёлок Довсун числился в составе Чограйского сельсовета с центром в посёлке Чограйский:10.
До 16 марта 2020 года посёлок ходил в состав сельского поселения Чограйский сельсовет.

## Население
| 1989 | 2002 | 2010 | 2012 | 2014 | 2021 |
| ---- | ---- | ---- | ---- | ---- | ---- |
| 279  | ↘161 | ↘68  | ↗73  | ↘65  | ↗75  |

По данным переписи 2002 года в национальной структуре населения русские составляли 48 %, кумыки — 27 %.